# تشارلز ك. هاميلتون
تشارلز ك. هاميلتون (بالإنجليزية: Charles K. Hamilton)‏ هو طيار أمريكي، ولد في 30 مايو 1885، وتوفي في 22 يناير 1914 بسبب سل.